# Apocalipse 19
Apocalipse 19 é o décimo-nono capítulo do Livro do Apocalipse (também chamado de "Apocalipse de João") no Novo Testamento da Bíblia cristã. O livro todo é tradicionalmente atribuído a João de Patmos, uma figura geralmente identificada como sendo o apóstolo João.
Continua a narrativa da Prostituta da Babilônia, iniciada em Apocalipse 17.

## Texto
O texto original está escrito em grego koiné e contém 21 versículos. Alguns dos mais antigos manuscritos contendo porções deste capítulo são:
- Codex Sinaiticus (330-360, completo)
- Codex Alexandrinus (400-440, completo)
- Codex Ephraemi Rescriptus (c. 450, versículos 1-4)

## Estrutura

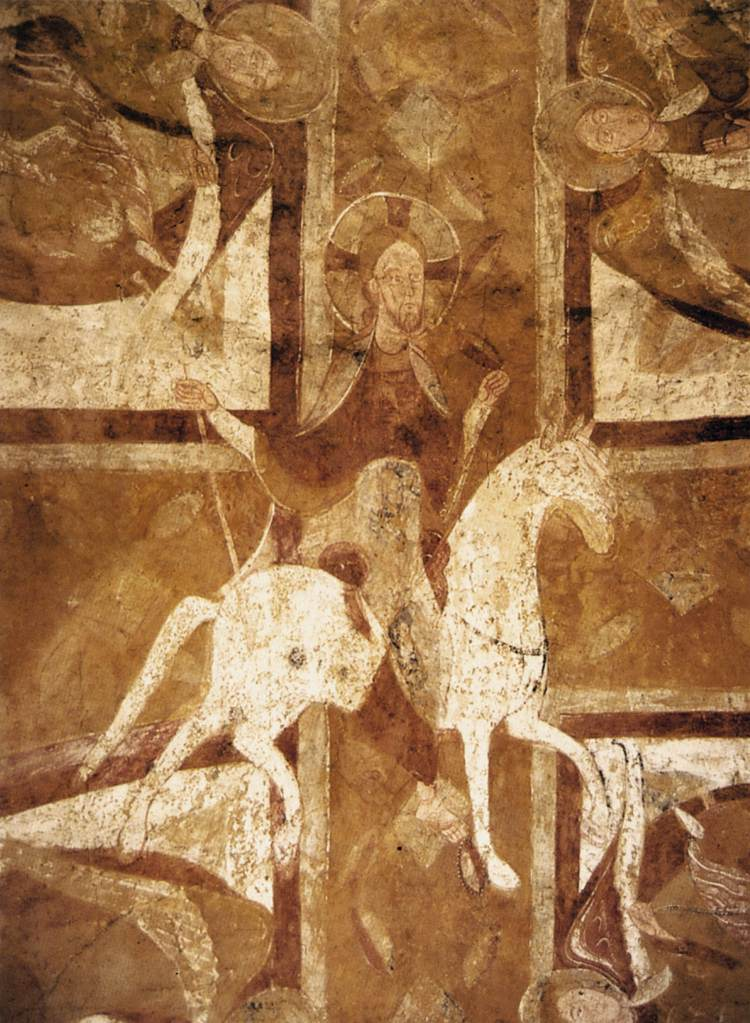
Cristo num cavalo branco rodeado pelas quatro criaturas viventes.
Afresco na Catedral de Auxerre
(século XII).

Este capítulo pode ser dividido em três seções distintas:
- "Exultação no Céu sobre a Babilônia" (versículos 1-10)
- "Cristo num Cavalo Branco" (versículos 11-16)
- "A Besta e seus Exércitos Derrotados" (versículos 17-21)

## Conteúdo
Depois da derrota da Prostituta da Babilônia, João relata o júbilo no céu pela vitória. Primeiro de uma grande multidão, depois dos vinte e quatro anciãos e das quatro criaturas viventes (vide Visão de João do Filho do Homem) e finalmente de uma voz "como a voz de uma grande multidão, e como a voz de muitas águas, e como a voz de fortes trovões". Eta última anuncia a chegada da hora das "bodas do Cordeiro", que vestiu um linho finíssimo "que são os atos da justiça dos santos". Esta voz então se dirigiu ao próprio João reafirmando que apenas os bem-aventurados foram chamados às bodas e que estas são as palavras de Deus. Maravilhado, João prostrou-se para adorar o Cordeiro, mas foi repreendido e orientado a adorar apenas a Deus "pois o testemunho de Jesus é o espírito da profecia" (Apocalipse 19:1–10).
Neste momento, João relata que viu o céu se abrir para dar passagem para um cavalo branco cujo cavaleiro chamava-se "Fiel e Verdadeiro". Seu nome verdadeiro é conhecido apenas por ele próprio e era o "Verbo de Deus". Seus exércitos o seguiam, todos em cavalos brancos e vestido de linho. De sua boca saía uma espada com a qual irá ferir as nações e julgá-las; ele é o que pisa o lagar da ira de Deus (vide Apocalipse 14). Sua capa o identifica como "rei dos reis e senhor dos senhores" (Apocalipse 19:11–16).
João então descreve a batalha final, anunciada por um "anjo em pé no sol" que chamou os pássaros para que se refestelassem na carne dos derrotados, homens e cavalos, ricos e pobres, livres ou escravos. A besta e todos os reis da terra reuniram seu exército para enfrentarem o exército do que estava no cavalo branco (veja a sexta taça em Apocalipse 16), mas ela foi presa juntamente com o falso profeta que a tantos havia enganado com a Marca da Besta. Os dois foram lançados no lago de fogo "que arde com enxofre". Os demais foram derrotados pela espada do cavaleiro no cavalo branco (Apocalipse 19:17–21).